# Ludwig von Lockstedt
Ludwig Ferdinand von Lockstedt (ur. 1837 w Gut Hohenwalde koło Choszczna, zm. 11 września 1877 w Eberswalde) – niemiecki prawnik administracyjny, właściciel majątku ziemskiego i starosta (Landrat) powiatu Regenwalde.

## Kariera
- Ludwig von Lockstedt rozpoczął studia prawnicze na Rheinische Friedrich-Wilhelms-Universität w Bonn
- W kwietniu 1856 rezygnuje z Korpusu Hansea Bonn
- Przenosi się na Uniwersytet Fryderyka Wilhelmsa w Berlinie
- W październiku 1856 opuścił Korpus Hansea
- W semestrze zimowym 1856/57 działał w Korpusie Neoborussia Berlin
- W kwietniu 1857 działał w Reception (Corps)
- Latem 1858 roku jako osoba nieaktywna wrócił do Berlina
- W 1859 roku został praktykantem pierwszego szczebla (Auskultator)
- Był aplikantem prawniczym w Görlitz
- Zostaje asesorem w Berlinie
- Od wymiaru sprawiedliwości przeszedł do administracji wewnętrznej Prus
- W 1870 nabywa majątki ziemskie Karow i Unheim[1]
- Od 1871 do śmierci w 1877 był starostą (Landrat (Prusy)) powiatu Regenwalde[2].